# Megan Mitton
Megan Mitton est une personnalité politique canadienne. Elle représente la circonscription de Memramcook-Tantramar pour le Parti vert du Nouveau-Brunswick à l'Assemblée législative du Nouveau-Brunswick depuis l'élection générale du 24 septembre 2018,.

## Biographie
Née à Moncton, elle étudie à l'Université McGill à Montréal, où elle obtient un baccalauréat en Arts.
Après plusieurs années de bénévolat dans le secteur à but non lucratif, notamment dans la promotion des aliments locaux et la lutte contre la pauvreté et l'itinérance, particulièrement chez les femmes et enfants, elle se forme pour devenir consultante en nutrition holistique.
Elle vit à Sackville avec son mari et leur fille.

## Carrière politique
Elle candidate une première fois dans Memramcook-Tantramar pour le Parti vert du Nouveau-Brunswick lors de l'élection générale néo-brunswickoise de 2014. Elle y termine troisième avec 15,29 % (1178 voix).
En 2016, elle est élue conseillère de la Ville de Sackville.
À nouveau candidate pour l'élection générale de 2018, elle est désignée par acclamation avec le soutien du chef David Coon en avril 2018. Le soir de l'élection, elle obtient 38,88 % des suffrages et est élue après une lutte très serrée, gagnant de seulement 11 voix sur le ministre libéral et député sortant Bernard LeBlanc. Elle devient la première femme députée écologiste du Nouveau-Brunswick.
Aux élections générales de 2020, Megan Mitton est réélue dans Memramcook-Tantramar. Aux élections générales de 2024, elle est réélue dans la nouvelle circonscription de Tantramar.

## Résultats électoraux
|  | Candidat         | Parti                     | #    | %       |
|  | ---------------- | ------------------------- | ---- | ------- |
|  | Bernard LeBlanc  | Association libérale      | 3515 | 45,64 % |
|  | Mike Olscamp (x) | Progressiste-conservateur | 2037 | 26,45 % |
|  | Megan Mitton     | Vert                      | 1178 | 15,29 % |
|  | Hélène Boudreau  | NPD                       | 972  | 12,62 % |
|  | Total            |                           | 7702 | 100 %   |

(x) = sortant